# Leoš Pavlata
Leoš Pavlata (* 24. června 1971 Jilemnice) je český veterinář, agronom a vysokoškolský učitel, od roku 2022 děkan Agronomické fakulty Mendelovy univerzity v Brně (AF MENDELU), v letech 2006 až 2010 děkan Fakulty veterinárního lékařství Veterinární univerzity Brno (FVL VETUNI).

## Životopis
Narodil se v červnu 1971 v Jilemnici. V roce 2006 se stal děkanem Fakulty veterinárního lékařství Veterinární univerzity Brno. V roce 2009 byl obviněn z plagiátorství, ve funkci děkana však setrval do konce volebního období v roce 2010. Pavlata se tehdy sice funkci děkana pokusil obhájit, ve volbě jej však porazil Alois Nečas. V listopadu 2011 byl Pavlata zvolen předsedou akademického senátu FVL VETUNI. V srpnu 2013 vypršela Pavlatovi na VETUNI pracovní smlouva a ten tak přešel na Mendelovu univerzitu v Brně.
V roce 2017 se Pavlata stal profesorem pro obor výživa a krmení hospodářských zvířat. V letech 2018 až 2022 působil jako proděkan Agronomické fakulty Mendelovy univerzity v Brně pro vědu, výzkum a doktorské studium. V dubnu 2022 byl Pavlata zvolen děkanem AF MENDELU v mimořádných volbách, které se konaly poté, co byl dosavadní děkan fakulty Jan Mareš, který ve funkci působil teprve od února téhož roku, zvolen rektorem Mendelovy univerzity. Pavlata získal 11 z 19 hlasů od členů akademického senátu, když ve funkci porazil bývalého děkana Pavla Ryanta, který fakultu vedl od února 2014 do ledna 2022. Ryanta však Pavlata po nabytí do funkce v květnu 2022 jmenoval proděkanem fakulty.
V rámci své oborné činnosti se zabývá zejména výživou, metabolismem a zdravím hospodářských zvířat. Leoš Pavlata je ženatý a má čtyři děti.